# 尖沙咀站
尖沙咀站（英語：Tsim Sha Tsui Station）是一個位於香港九龍油尖旺區尖沙咀彌敦道地底，屬於港鐵荃灣綫的鐵路車站，於1979年12月16日啟用。

## 車站結構

### 樓層
尖沙咀站共設有2層，地面為出入口；大堂位於L1層；而車站月台則位於L2層。
| U1                | 九龍公園     | A1出口升降機、九龍公園                                                                                                |   |  |
| G                 | 地面         | A－E出口 |   |  |
| L1                | 大堂         | D3、H、R出口、客務中心、商店、自助服務、「會員服務站」、免費Wi-Fi熱點                                                 |   |  |
| L1                | 行人隧道系統 | 連接尖東站出入口 |   |  |
| L2                | 月台         | \| \| \| 荃灣綫往荃灣（佐敦） \| 1 \| \| \| 島式 · 開右邊车门 \| \| \| \| \| \| \| 2 \| 荃灣綫往中環（金鐘） \| \| \| |   |  |
|                   |              | 荃灣綫往荃灣（佐敦）                                                                                                  | 1 |  |
| 島式 · 開右邊车门 |              | |   |  |
|                   | 2            | 荃灣綫往中環（金鐘）                                                                                                  |   |  |

### 大堂
尖沙咀站大堂位於L1層，而大堂內則設有兩個付費區。而目前尖沙咀站大堂內亦提供不同類型的商店、自助服務設施、香港郵政郵箱、「iCentre」免費上網服務設施以及港鐵「會員服務站」等。
- 大堂，付費區內（2022年12月）
- 大堂近中央位置曾進行翻新，包括加設數部液晶電視以及更換支柱牆身（2022年12月）
- 車站商店（2022年12月）

### 月台
車站設有一座島式月台，兩個月台均已裝設月台幕門。另外，尖沙咀站至佐敦站之間路段設有渡綫，以供特別的車務調動之用。
- 車站月台（2022年12月）

### 出入口
尖沙咀站設有12個出入口，由於車站在彌敦道地底，因此大部分出入口均鄰近彌敦道及尖沙咀區內的街道。周邊也有不少購物中心、酒店及文娛康樂設施等。其中原稱F、G的兩個出入口與尖東站相連，乘客可透過該出入口前往尖東站及行人隧道系統各出入口，而H、R出口則連接車站旁的國際廣場地庫，其中R出口的編號是遷就尖東站出入口編號而編定的，因此亦成為目前整個港鐵系統中採用最大英文字母的出入口編號。
港鐵曾於2013年2月至4月中期間為尖沙咀站及尖東站進行導向指示改善工程，其中F、G出口由於是連接尖東站的通道，港鐵已於2013年4月11日起取消上述兩個出入口編號。而A1出口已進行翻新工程，因玻璃幕牆的外觀而被稱為「水晶屋」，於2016年5月重新開放。至於D出口的加拿芬道行人隧道以及D3出口則於2018年11月建成啟用。
|                                                                      |               | |      |
| 編號                                                                 | 指示          | 建議前往的目的地 | 圖片 |
| 出口 · A · 1 · 盲道标志 · 无障碍通道标志 · 升降机标志 · 扶手电梯标志 | 九龍公園      | 九龍公園游泳池、九龍公園體育館、廣東道、中國客運碼頭、中港城、港威酒店、海防道、海防道臨時街市、漢口道、海港城、衛生教育展覽及資料中心、香港漫畫星光大道、香港文物探知館、九龍清真寺、栢麗購物大道、新港中心、柏寓、皇家太平洋酒店、戲曲中心 |      |
| 往九龍公園                                                           |               | |      |
| 出口 · A · 2 · 盲道标志 · 扶手电梯标志                               | 堪富利士道    | Dash Living on Prat、加拿分道、昌興大廈、格蘭中心、粵海酒店、赫德道、客舍、寶勒巷、堪富利士道、堪富利廣場、河內道、文遜大廈、香港粵海酒店、職業性失聰補償管理局、時財商業大廈 |      |
| 出口 · B · 1                                                         | 金馬倫道      | 古物古蹟辦事處、瑞生尖沙咀酒店、尖沙咀皇悅酒店、尖沙咀皇悅卓越酒店、香港天文台、加連威老道、尖沙咀滙豐大廈、入境事務處、君怡酒店、金巴利道、彌敦道、諾士佛臺、美麗華廣場、華美達華麗酒店、瑞生嘉威酒店、聖安德烈堂、帝樂文娜公館、The Luxe Manor、The Mira Hong Kong、The ONE                                                                     |      |
| 出口 · B · 2                                                         | 金馬倫道      | 親子王國環保教育基金辦事處、最佳盛品酒店尖沙咀、金馬倫中心、金馬倫里、金馬倫道、金馬倫廣場、加拿芬廣場、漆咸道南、厚福街、香港老年學會、中大專業進修學院（安年）、H8、恆生尖沙咀大廈、香港基督教服務處、香港歷史博物館、香港科學館、百樂酒店、Solo Building、九龍華美達酒店、仕德福山景酒店、首都廣場、尖沙咀東部（近金馬倫道）、尖沙咀公共圖書館 |      |
| 出口 · C · 1 · 轮椅辅助车标志                                        | 北京道        | 亞士厘道、亞士厘道21、廣東道、消委會諮詢及資源中心、工業總會簽證處、漢口道、海運戲院、亞太中心、香港寶御酒店、樂道、力寶太陽廣場、香港亞士厘名致公寓酒店、海洋中心、海運大廈、北京道、北京道一號、太子集團中心、DFS 旗下T廣場 |      |
| 出口 · C · 2                                                         | 北京道        | 海防道、九龍清真寺、九龍公園、彌敦道 |      |
| 出口 · D · 1                                                         | 加拿分道      | 重慶大廈、重慶站購物商場、H Zentre、帝國酒店、美麗都大廈、彌敦道、香港喜來登酒店、WK廣場 |      |
| 出口 · D · 2                                                         | 加拿分道      | K11購物藝術館、麼地道、碧仙桃路、加拿分道、怡景酒店、凱譽、赫德道、河內道、香港總商會簽證部、寶勒巷、豪峰軒 |      |
| 出口 · D · 3 · 同层                                                  | K11購物藝術館 | 香港尖沙咀凱悅酒店、K11購物藝術館、名鑄 |      |
| 出口 · E                                                             | 半島酒店      | 星光大道、尖沙咀鐘樓、香港文化中心、香港藝術館、香港太空館、彩星中心、自助圖書館、尖沙咀天星碼頭、半島酒店、九龍酒店、尖沙咀公眾碼頭、旅客諮詢及服務中心、水上的士 |      |
| 出口 · H · 同层                                                      | 國際廣場      | 國際廣場 |      |
| 出口 · R · 同层                                                      | 國際廣場      | 國際廣場 |      |
| 連接尖東站通道                                                       |               | |      |
| 中間道行人隧道                                                       |               | |      |
| 麼地道行人隧道                                                       |               | |      |
| 註： 設有 \| 設有 \| 設有 \| 設於同一層 \| 設有扶手電梯              |               | |      |

## 利用狀況

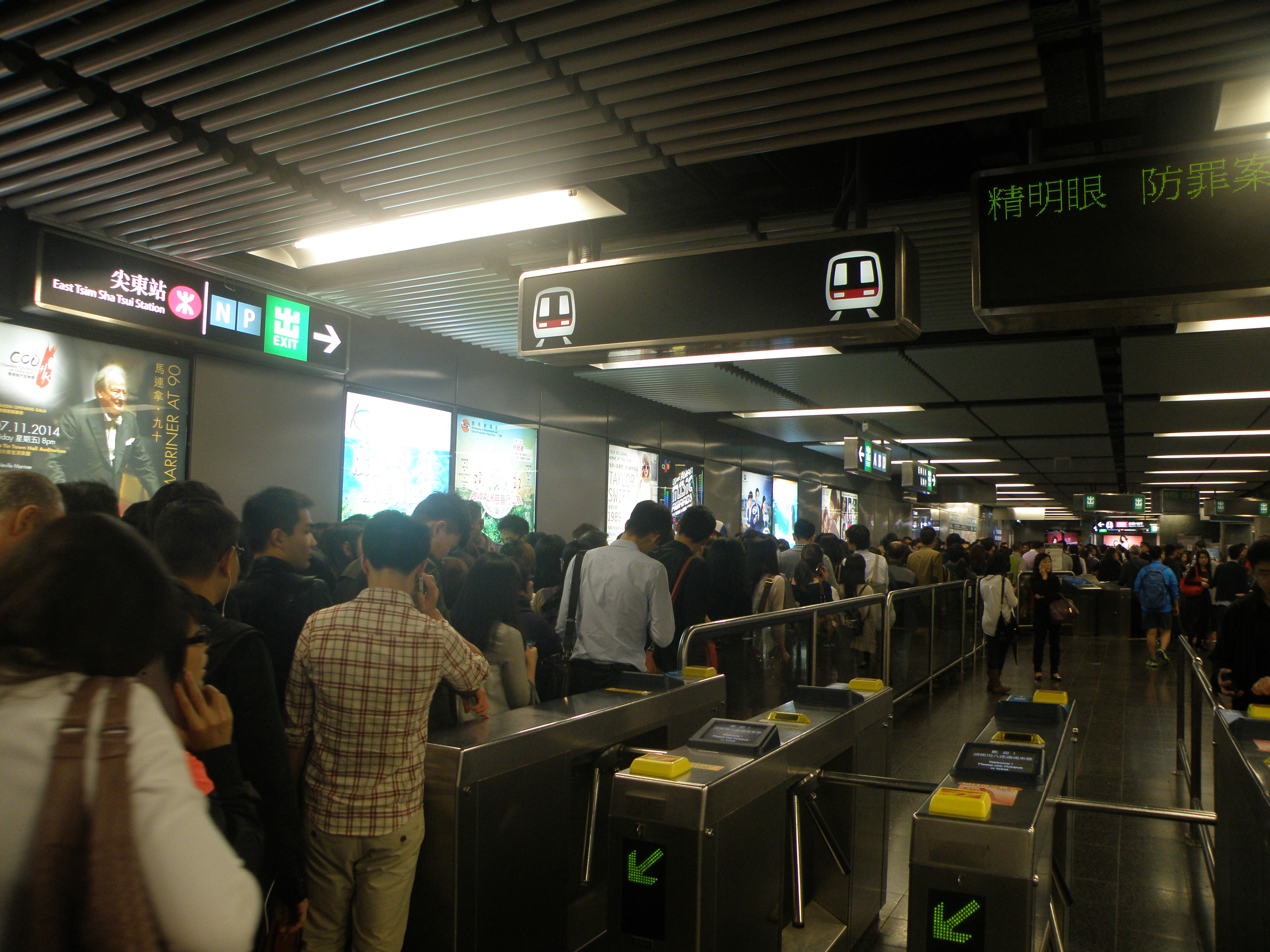
車站龐大的客流量

尖沙咀站是港鐵系統中最繁忙和人流量最高的車站之一，高峰期每小時人流可達4萬人次，每天人流更有大約26萬人次。而車站位於彌敦道地底，鄰近多個著名旅遊景點、大型購物商場、酒店和商業大廈，也有地下通道連接鄰近商場，因此每天均有不少乘客進出車站。
在平日下午繁忙時間，B出口亦會實施人潮管制措施，屆時B1出口會改為出站出口；而B2出口並會改為進站入口。
而每逢平安夜、除夕、年初一花車巡遊及煙花匯演舉行的日子，該站人流會更高，屆時車站會實施人潮管制措施。

### 尖沙咀站繁忙時間客源情況
自2004年尖東站啟用後，於繁忙時間在車站2號月台（往中環）候車的乘客有機會須等候3至5班車才能登車。同樣亦有議員認為尖沙咀站的大堂商店數目眾多，故而容易讓大堂出現人頭湧湧、寸步難移的情況。

## 接駁交通及港鐵特惠站
由於尖沙咀站位於繁忙的彌敦道地底，加上處於已發展的商業中心區內，車站四周欠缺大型公共運輸交匯處，大部分的巴士及小巴主要是以中途站方式途經尖沙咀站，或於尖沙咀天星碼頭或麼地道設置巴士總站。
乘客亦可步行至中國客運碼頭轉乘渡輪前往澳門及珠江三角洲等地。
另外，港鐵並在半島中心與海港城均設有適用於尖沙咀站的港鐵特惠站，為使用成人八達通的乘客提供港幣2元車費回贈。

### 與尖東站轉乘
尖沙咀站設有行人隧道系統連接周邊地區及屯馬綫尖東站。但由於兩鐵合併前九廣鐵路公司與香港政府有協議，要將連接兩站的行人隧道開放予公眾使用，不能劃為付費區，因此分隔兩站的閘機不會被拆除。
使用八達通或港鐵都會票的乘客於30分鐘內在此兩站轉綫，會被視為一程車程，因此如從其他車站到達該站並由尖東站返回尖沙咀站者則會按港鐵的「車票發出條件」被徵收原站出入超過20分鐘的費用（殘疾人士或長者除外）。而從該站出發超過150分鐘則會被收取相等於當時港鐵最高車費作為附加費。
另外使用單程票的乘客則需要先出閘，然後再另購車票入閘（兩程車費會高於在其他轉車站轉乘）。

## 歷史

### 車站命名
尖沙咀的正字及舊稱實為尖沙嘴，需要注意的是「嘴」為名詞；而「咀」則為動詞，因此舊稱更能反映出周邊地形特徵。然而，當時香港的地下鐵路公司將車站定名為「尖沙咀站」，此次命名對鄰近地方往後發展影響深遠，「尖沙咀」甚至已取代了原來「尖沙嘴」的舊稱，並廣見於商業地址、大廈名稱（如尖沙咀中心）及公共設施。不過個别媒體（如《蘋果日報》）依然會以正字「尖沙嘴」、「尖沙嘴站」稱之。

### 修正早期系統
尖沙咀站於1979年12月16日啟用，而車站承建商是西松建設株式會社，當時為修正早期系統的南端終點站。直到1980年2月12日，地鐵過海段（尖沙咀－中環）啟用，當時雅麗珊郡主亦於尖沙咀站登上列车前往中環站主持通車儀式。

### 設置永久商店
1987年，前地鐵公司在車站大堂進行重修工程，以設置永久商店。

### 擴建大堂及增建E出口
1989年12月，前地鐵公司為尖沙咀站大堂南端進行擴建工程、並增設扶手電梯以及加建E出口，以改善當時車站的擠塞情況。

### 加建尖東站轉乘通道及改建A2出口
為配合九廣東鐵尖沙咀支線啟用，尖沙咀站於2002年開始擴建，工程由熊谷組株式會社負責。當中包括：
- 擴建大堂南端，以容納因接駁麼地道行人隧道而需要遷移的機房；
- 於大堂南端興建行人隧道連接中間道行人隧道；
- 改動大堂佈局，在站內提供一條通道，並成為尖沙咀區行人隧道系統的一部份；
- 重建A2出口，安裝一條扶手電梯連接地面及A1與A2出口之間通道，以及兩條扶手電梯連接通道及大堂；
- 增設一條扶手電梯及一部升降機連接大堂及月台；
- 重新改裝車站控制室並提升功能。

A2出口原先為經A1出口通道連接大堂。改建後則為經新建扶手電梯直接連接大堂，並獨立於A1出口。其後連接A1、A2出口之間通道隨之封閉，並改建為警崗，但警崗隨後搬遷至中間道行人隧道附近，而A1、A2出口之間再度重開通道，以作為行人隧道之用。
2004年9月，連接尖沙咀站和尖東站的麼地道行人隧道啟用，當時連接該行人隧道的地鐵出入口被稱為尖沙咀站G出口；同年10月24日，九廣東鐵正式延伸至尖東站，而尖沙咀站並成為地鐵與九廣東鐵繼九龍塘站後的第二個轉乘站。
2005年4月4日，連接大堂南端的F出口的中間道行人隧道啟用，方便乘客利用中間道行人隧道轉乘九廣東鐵或前往尖沙咀南面一帶地區。此外，前地鐵在興建F出口的同時並將車站大堂南端擴充，有助解決E出口通道擠迫的問題。
2007年12月2日，隨著兩鐵合併，九廣東鐵更名為東鐵綫，由當天起乘客在尖沙咀站及尖東站轉乘，可享有轉綫車費調減，但分隔兩站的閘機不會被拆除，使用八達通或港鐵都會票轉乘者於30分鐘內轉綫，會被分別視作一程車費或不扣除額外車程；而使用單程票的乘客則需要先出閘，然後再另購車票入閘（兩程車費會高於其他轉車站轉綫）。
2009年8月16日，隨著九龍南綫通車，尖沙咀站成為荃灣綫與西鐵綫（今屯馬綫）繼美孚站後的第二個轉乘站。

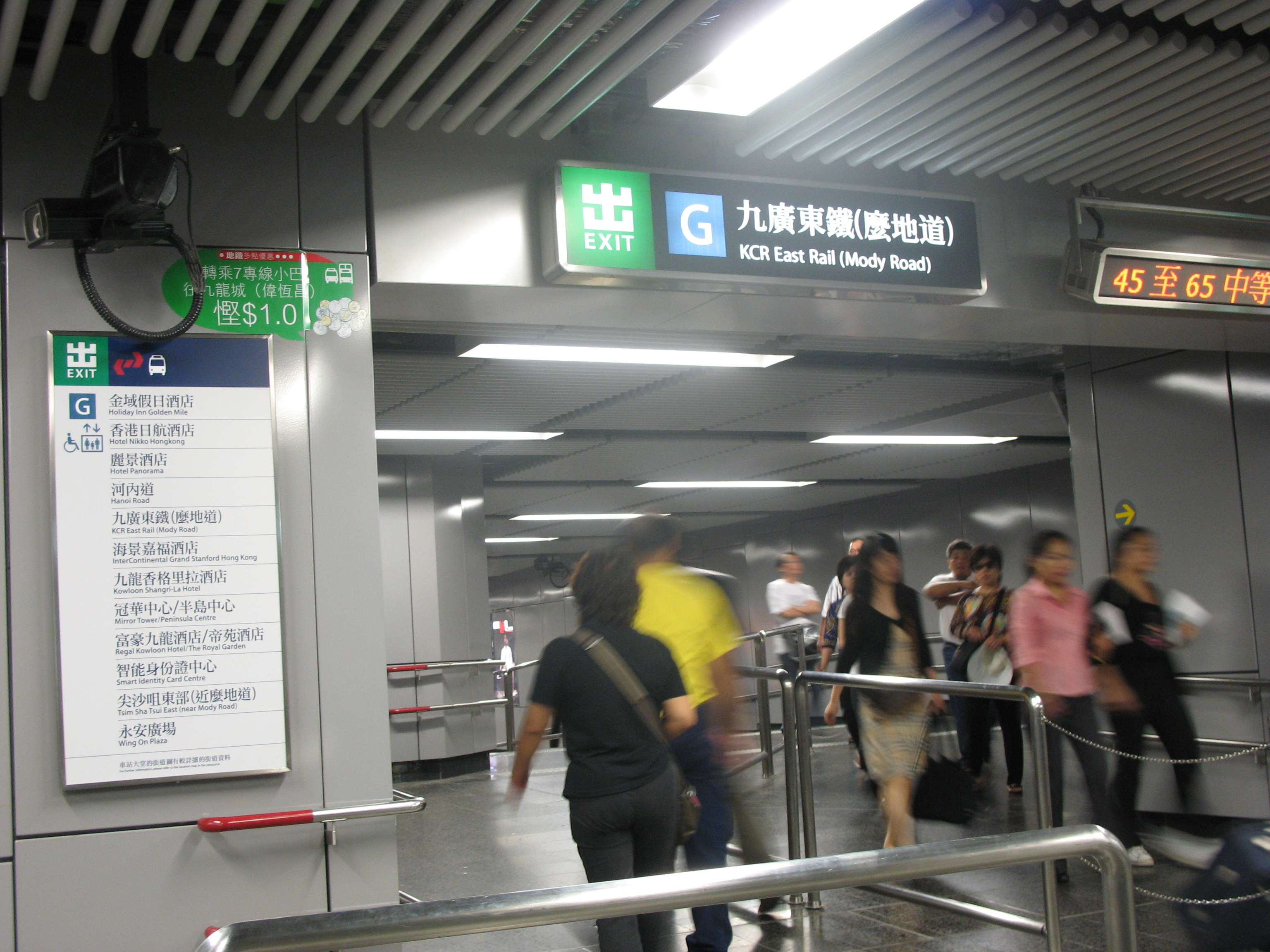
連接麼地道行人隧道的G出口（現已取消出入口編號）（2006年8月）
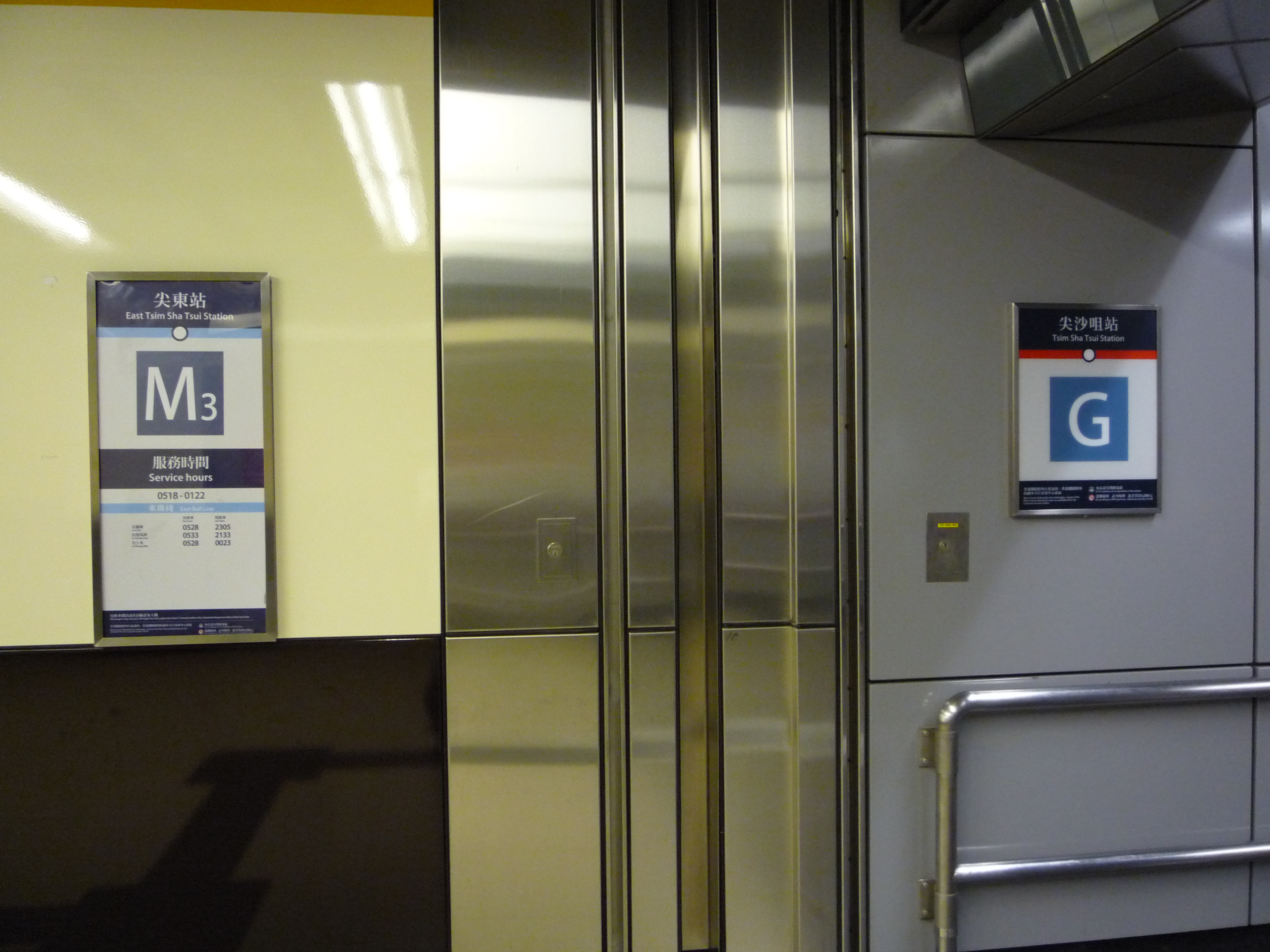
尖沙咀站大堂及麼地道行人隧道的交界處（現已取消出入口編號）（2009年4月）
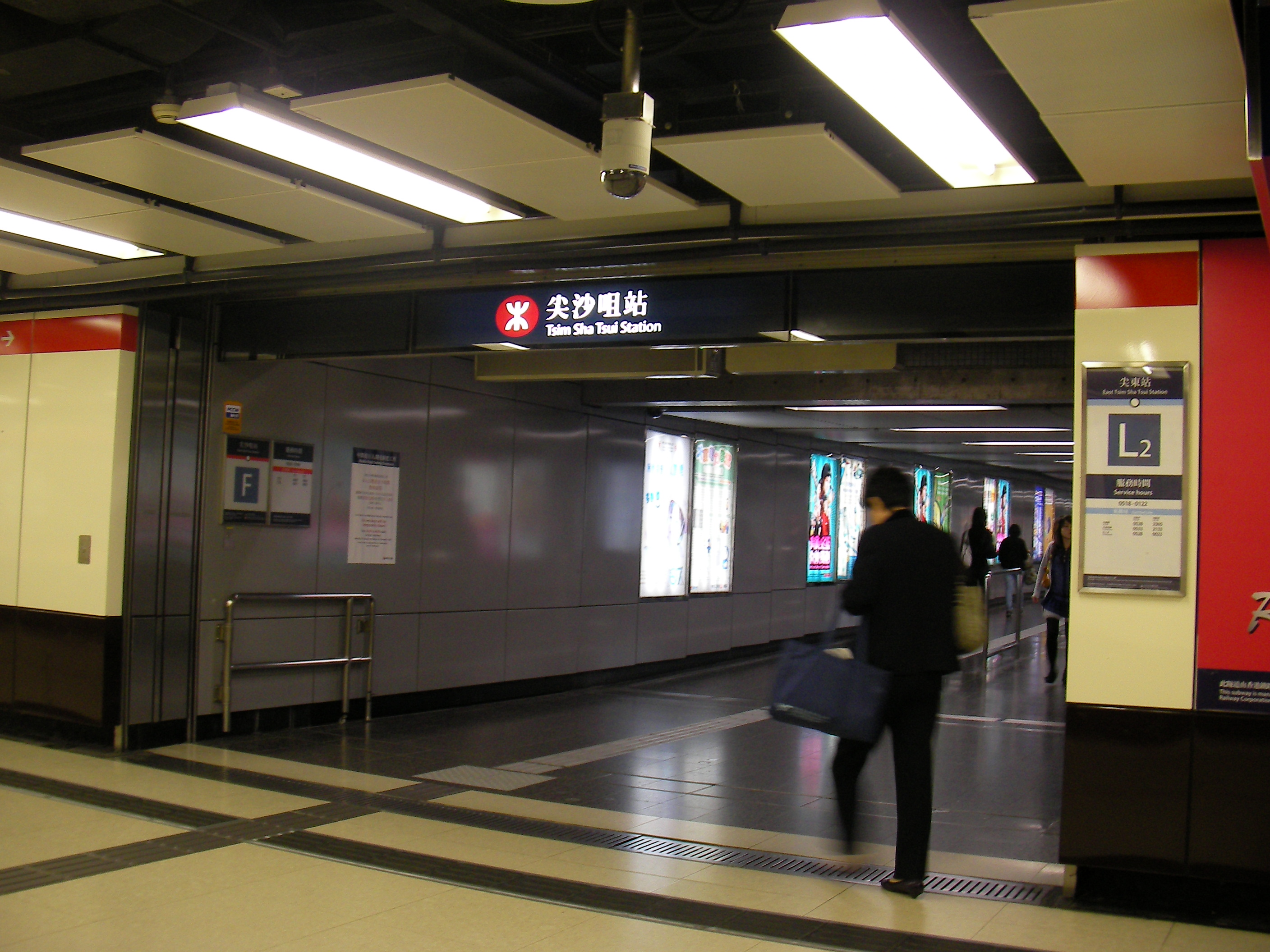
尖沙咀站大堂及中間道行人隧道的交界處（現已取消出入口編號）（2009年3月）

### 加建國際廣場出入口
地鐵公司與發展商合作興建新行人隧道連接於2006年拆卸重建的香港凱悅酒店地底，大堂分別設有H、R兩個出入口，直接接駁重建後的國際廣場地底，在2009年12月17日商場開業當日啟用。

### 改建A1出口
2014年，港鐵為位處於旅遊區的尖沙咀站A1出口全新設計，將出入口化身由玻璃建造的巨型「水晶屋」，透過善用自然光源節省能源，達致環境保護效果，而且透明外表亦更容易融入周遭環境；計劃亦包括一部連接大堂及地面的升降機以及扶手電梯，方便乘客進出車站，其中升降機可以直達九龍公園出入口。工程於同年1月15日開始，於2016年5月7日竣工。A1出口改建後原本於海防道設有無障礙通道，但臨時出入口拆卸工程於2016年底完成後，此無障礙通道轉移至靠近九龍公園出入口。工程期間，連接A1、A2出口之間，位於彌敦道和車站大堂之間的地下行人通道曾臨時封閉。而新出入口已於2016年5月7日啟用，工程期間的臨時出入口隨即封閉。受工程影響，3棵樹需被砍除，港鐵會於該處重新栽種4棵新樹。

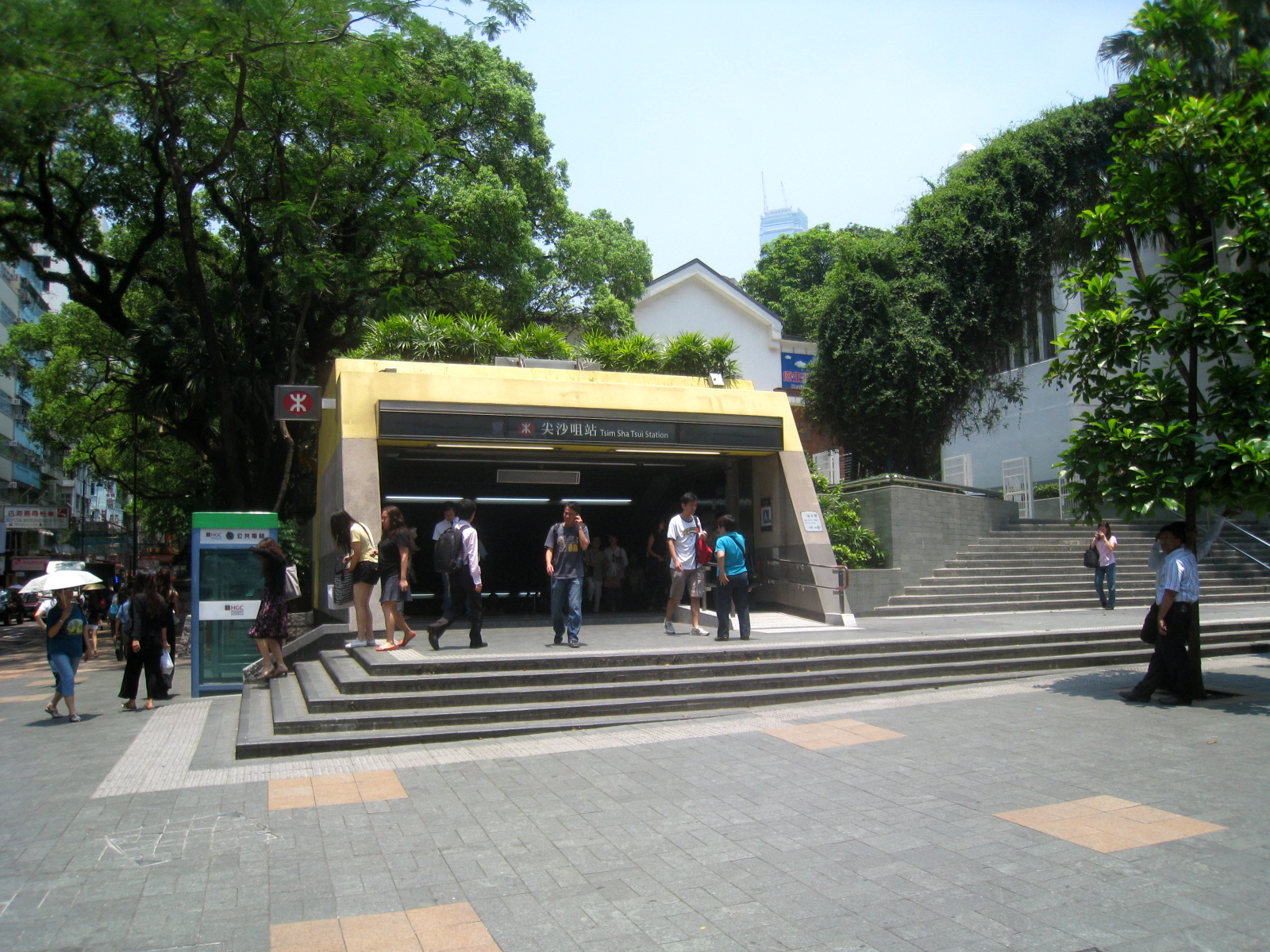
重建前的A1出口（2009年7月）
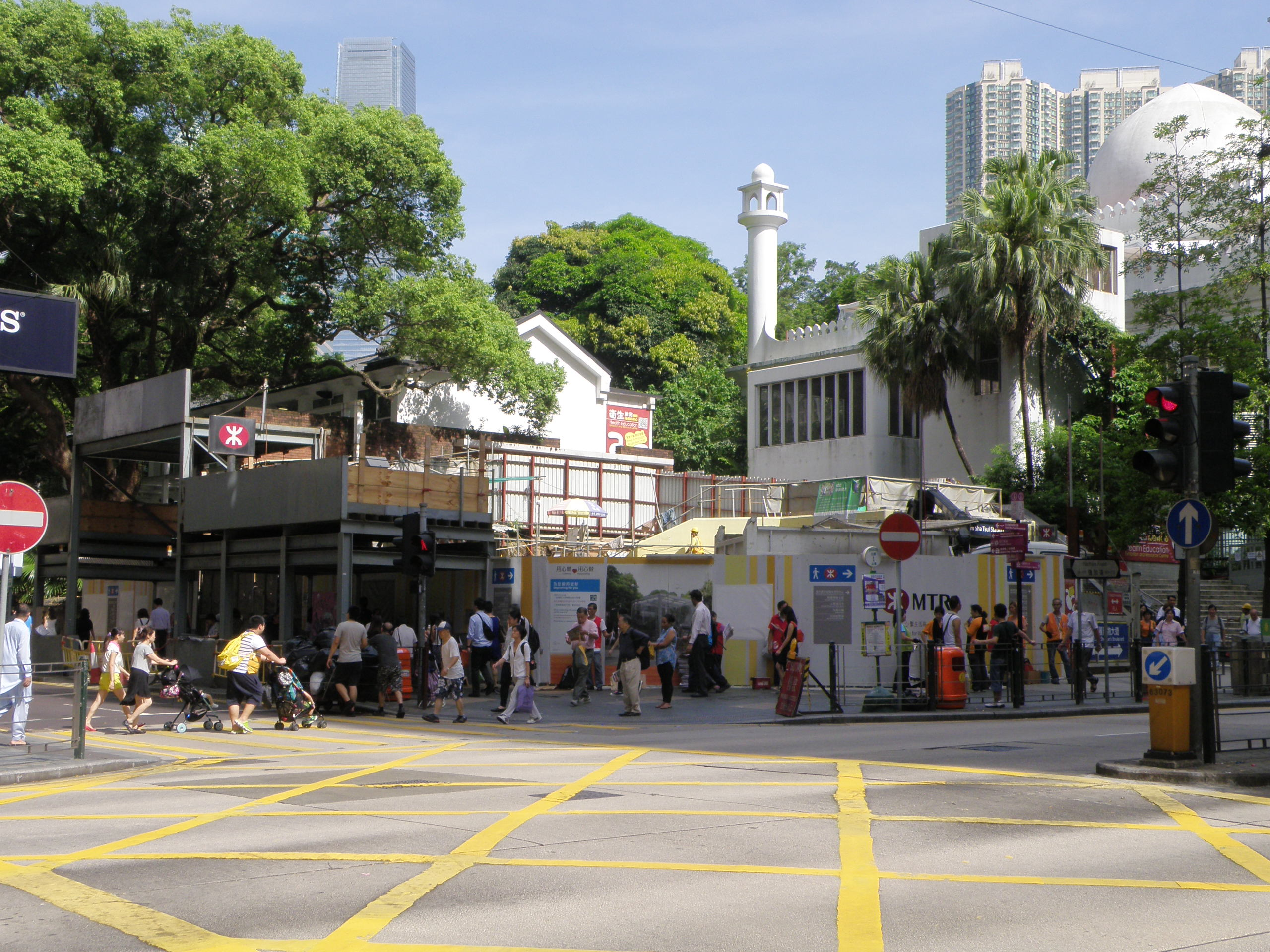
A1出口翻新工程（2015年7月）
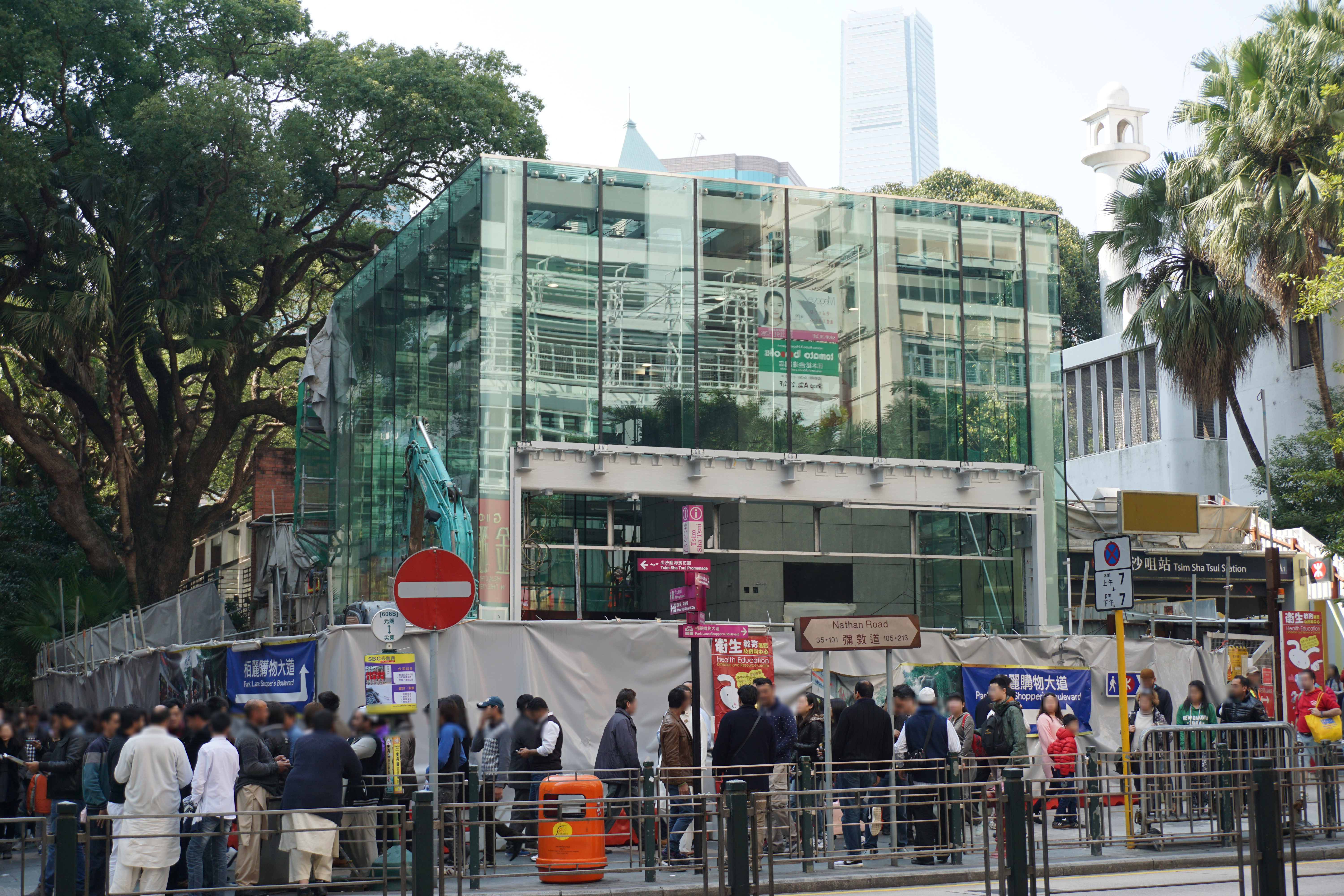
A1出口翻新工程（2016年2月）
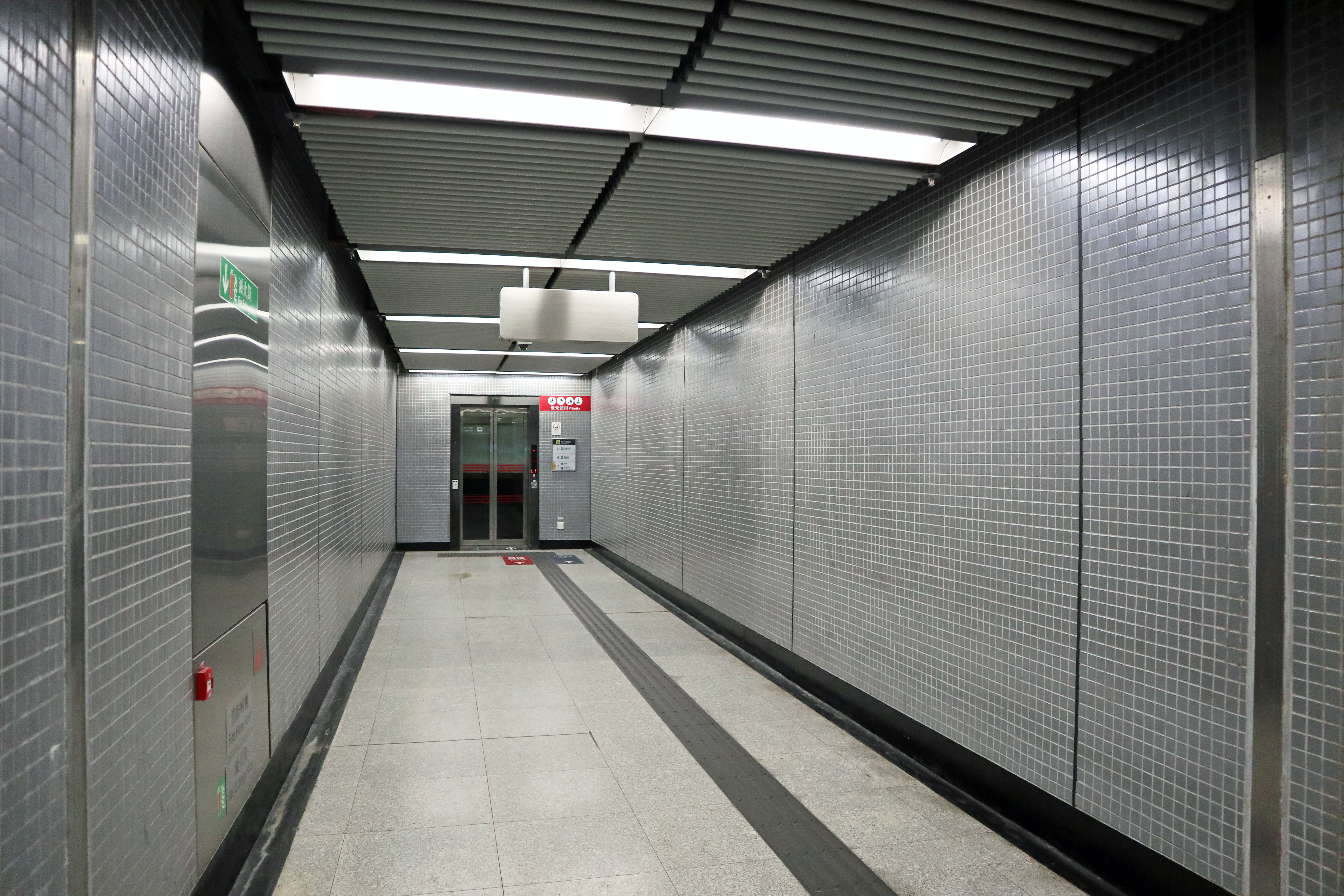
A1出口地面升降機（2020年7月）

然而在反修例運動期間多個港鐵車站出入口遭到破壞，及後港鐵為車站出入口作加固工程，尖沙咀站A1出口的玻璃部分亦已改鑲鋼板（但卻於室內部分張貼印有海防道街景的牆紙），天花板亦改為密封不透光。

### 更換升降機
連接大堂及月台升降機曾於2017年6月19日暫停使用，以更換為較新型號，並於2018年3月底重投服務。

### D出口改建工程
為疏導尖沙咀站大堂南端、麼地道行人隧道交匯處以及加拿分道路面的人流，港鐵公司計劃在D出口位置加建一條長約80米的行人隧道，並增設D3出口連接K11購物藝術館地庫二層以及同時重建D1、D2出口。工程已於2012年4月27日刊憲，2015年4月起展開所有相關工程，行人隧道聯同D3出口已於2018年11月30日落成啟用。

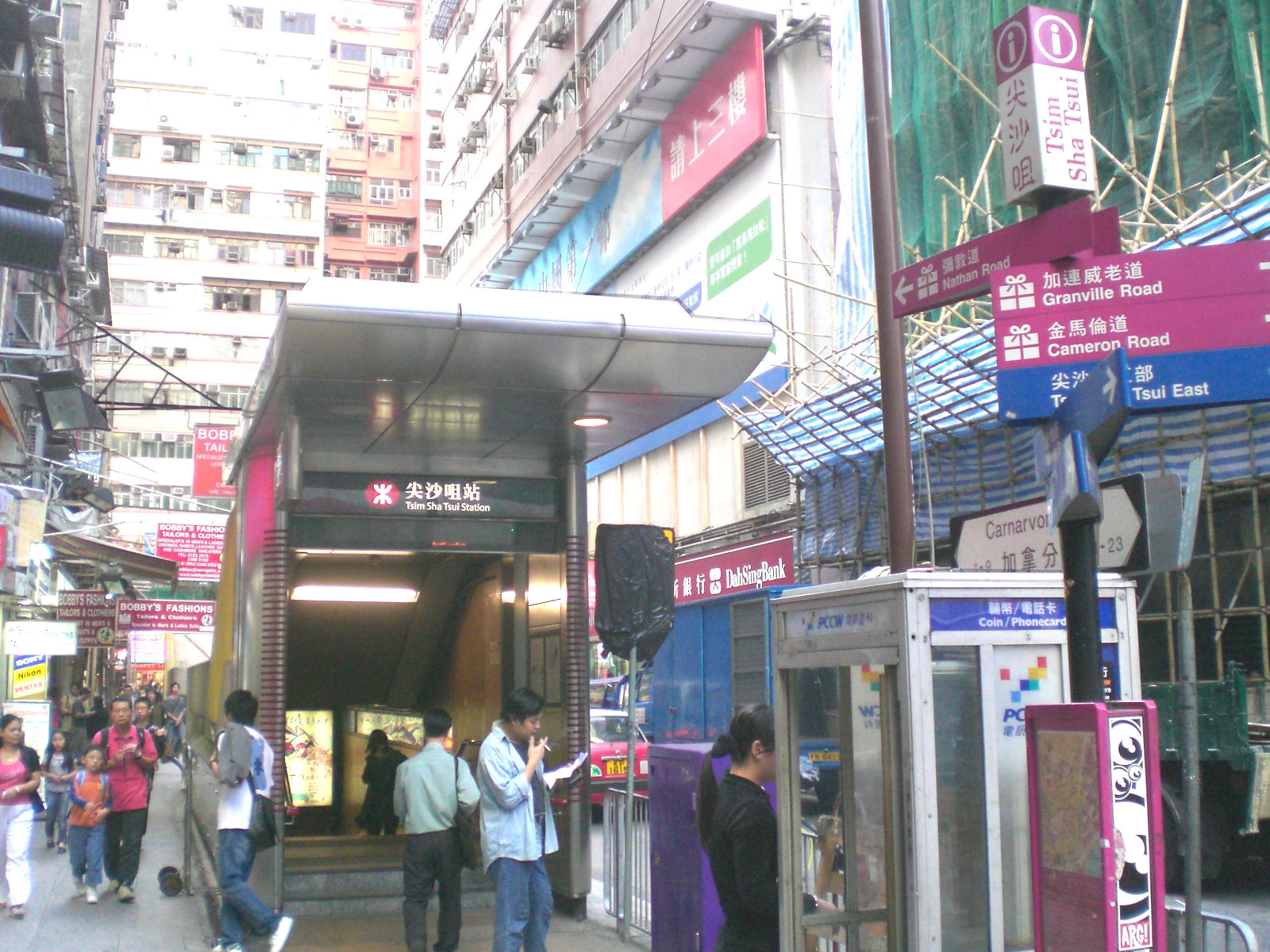
重建前的D2出口（2007年11月）
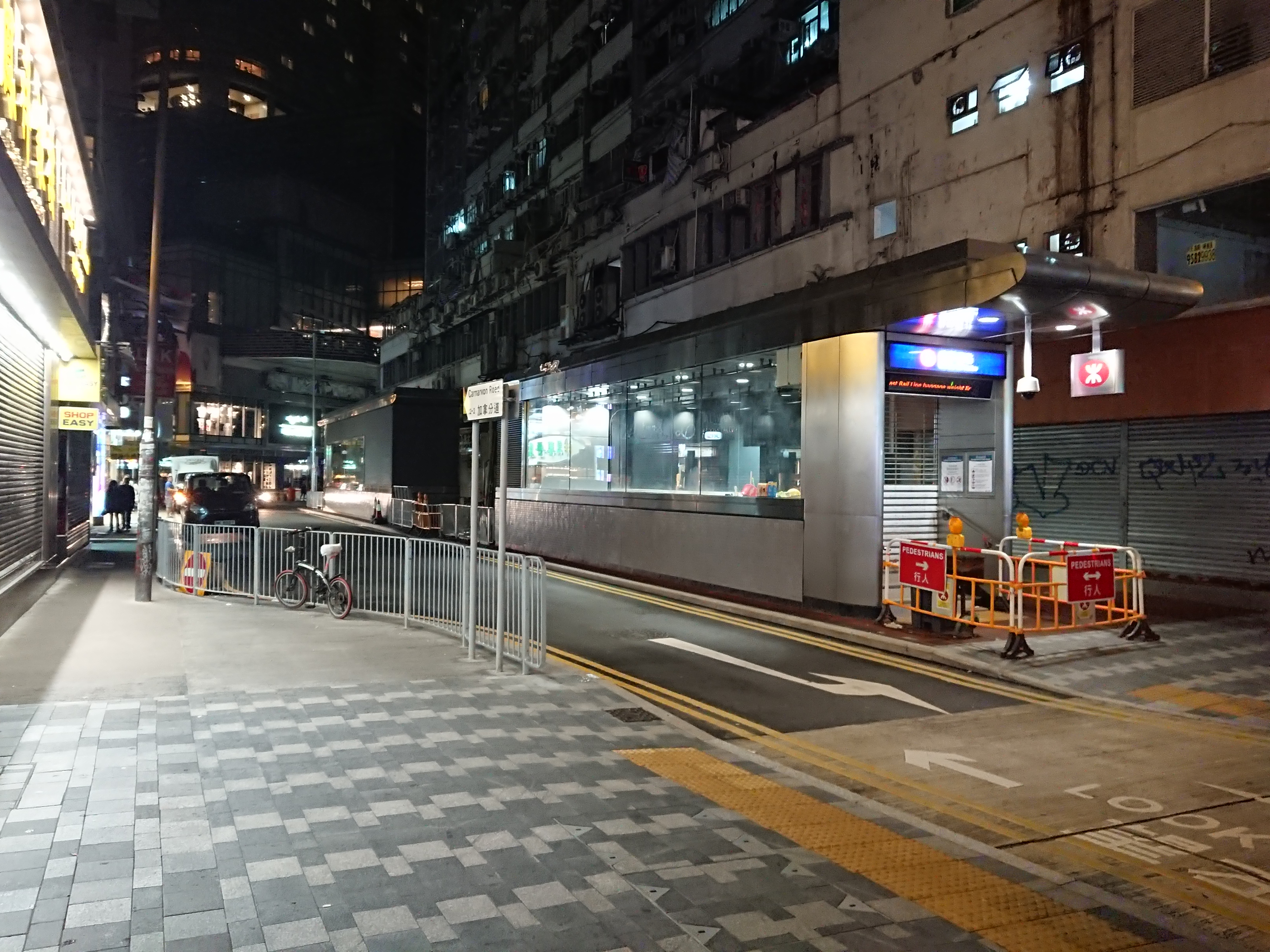
正進行改建工程的D1出口（2019年3月）
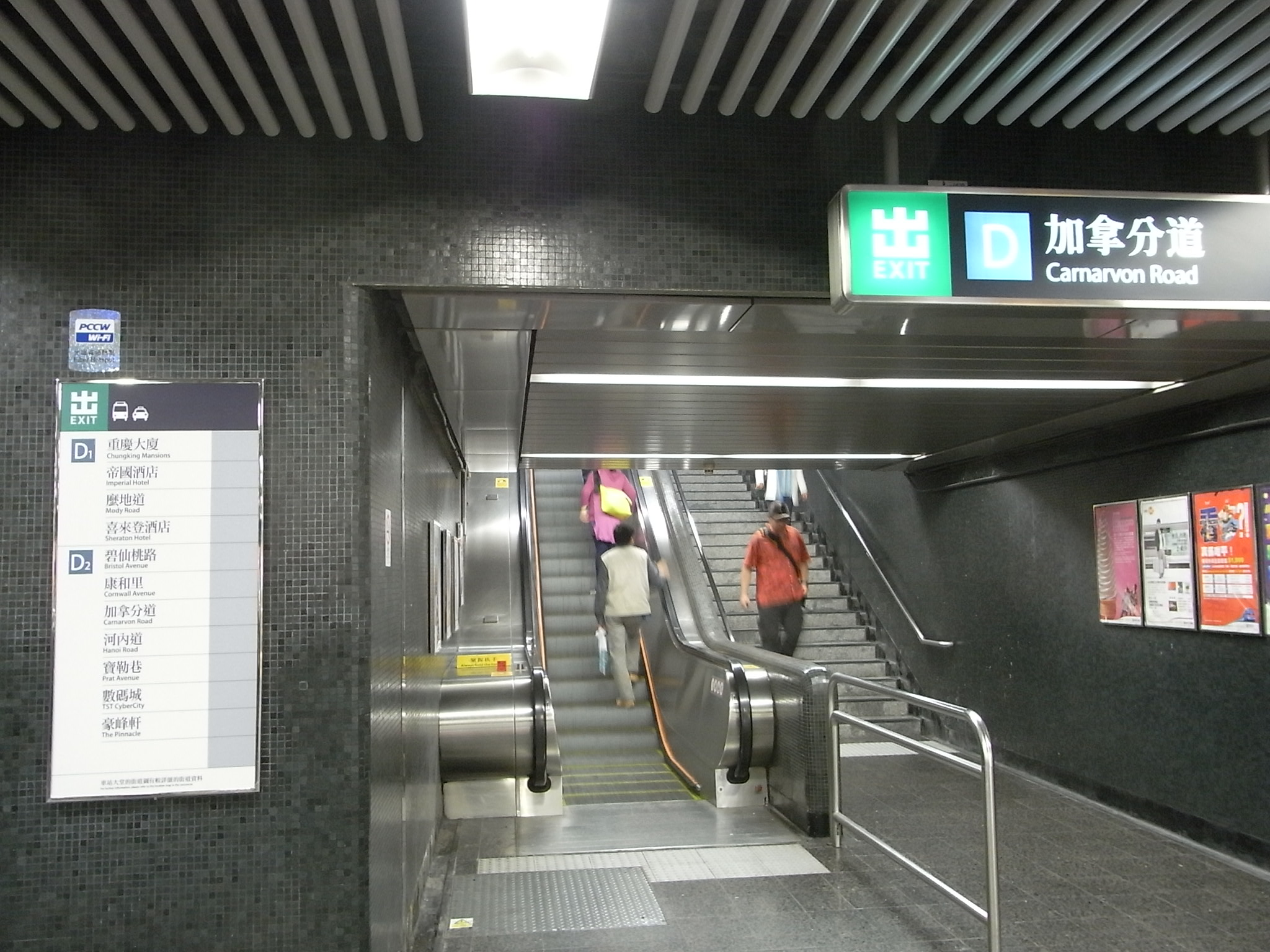
重建前的D出口（大堂層）（2010年1月）
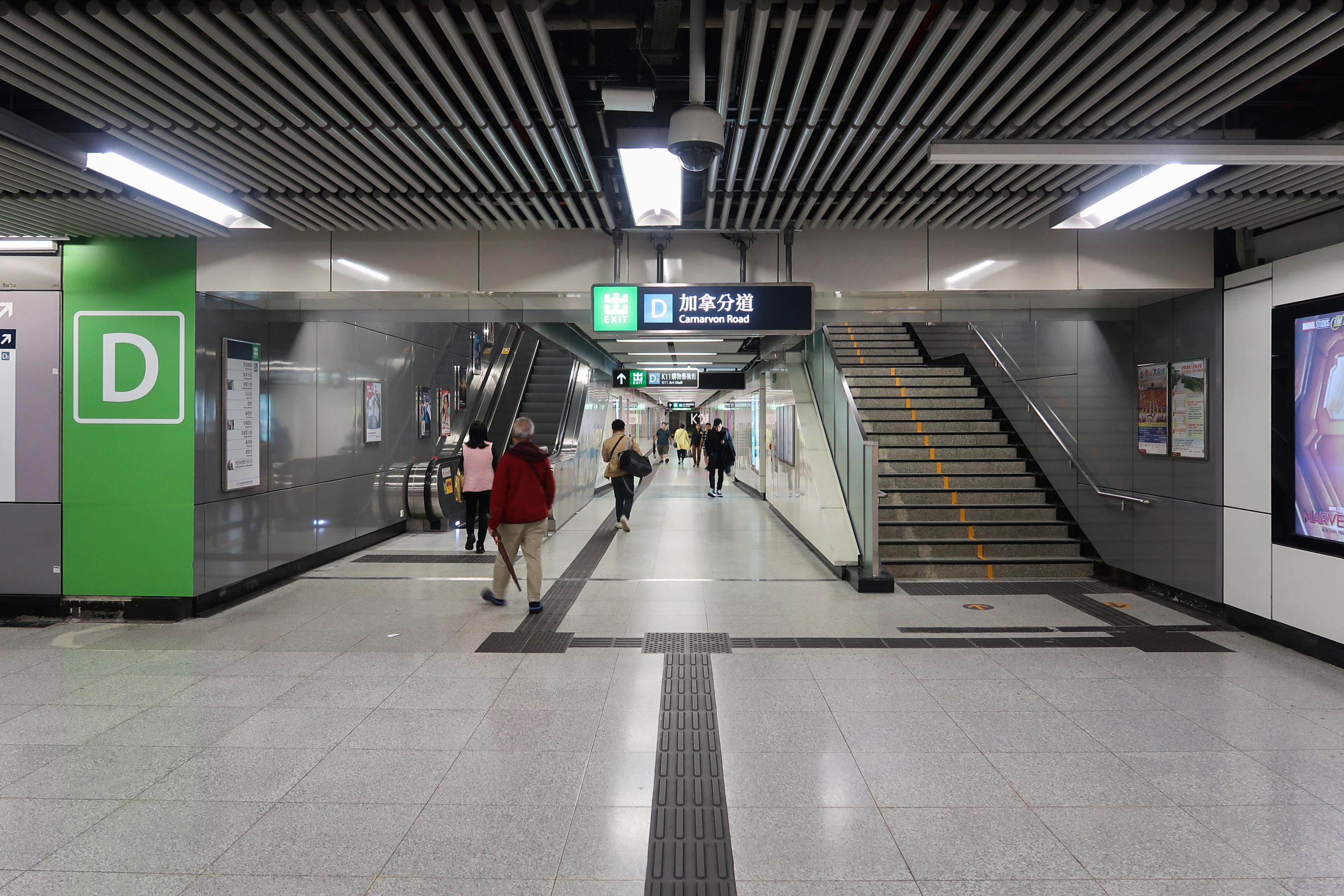
重建後的D出口（大堂層）（2019年3月）

### 加建北面大堂及出入口（已擱置）
前地鐵公司於2007年6月27日宣佈進一步擴建尖沙咀站及增建出入口的計劃。計劃原建議將在尖沙咀站的月台北端機房的位置，以暗挖技術開闢一條全長200米、闊6米的新通道，在通道中央開設面積約500平方米的新大堂。新大堂將接駁三個新出入口（Q1、Q2、Q3），其中包括早前計劃連接東英大廈的出入口，以及連接美麗華酒店及美麗華商場地庫的新出入口。
根據2010年6月30日的最新計劃，港鐵公司將會於現有尖沙咀站北端起，興建共長180米隧道，連接新建的衛星大堂及Q出口。施工期間，將分階段封閉彌敦道的其中一條行車線。工程原預計於2010年11月20日動工，最快於2014年2月完工。但因為未能就出入口選址及建築成本與附近發展商達成共識，計劃最終擱置。

### 加建洗手間及育嬰間

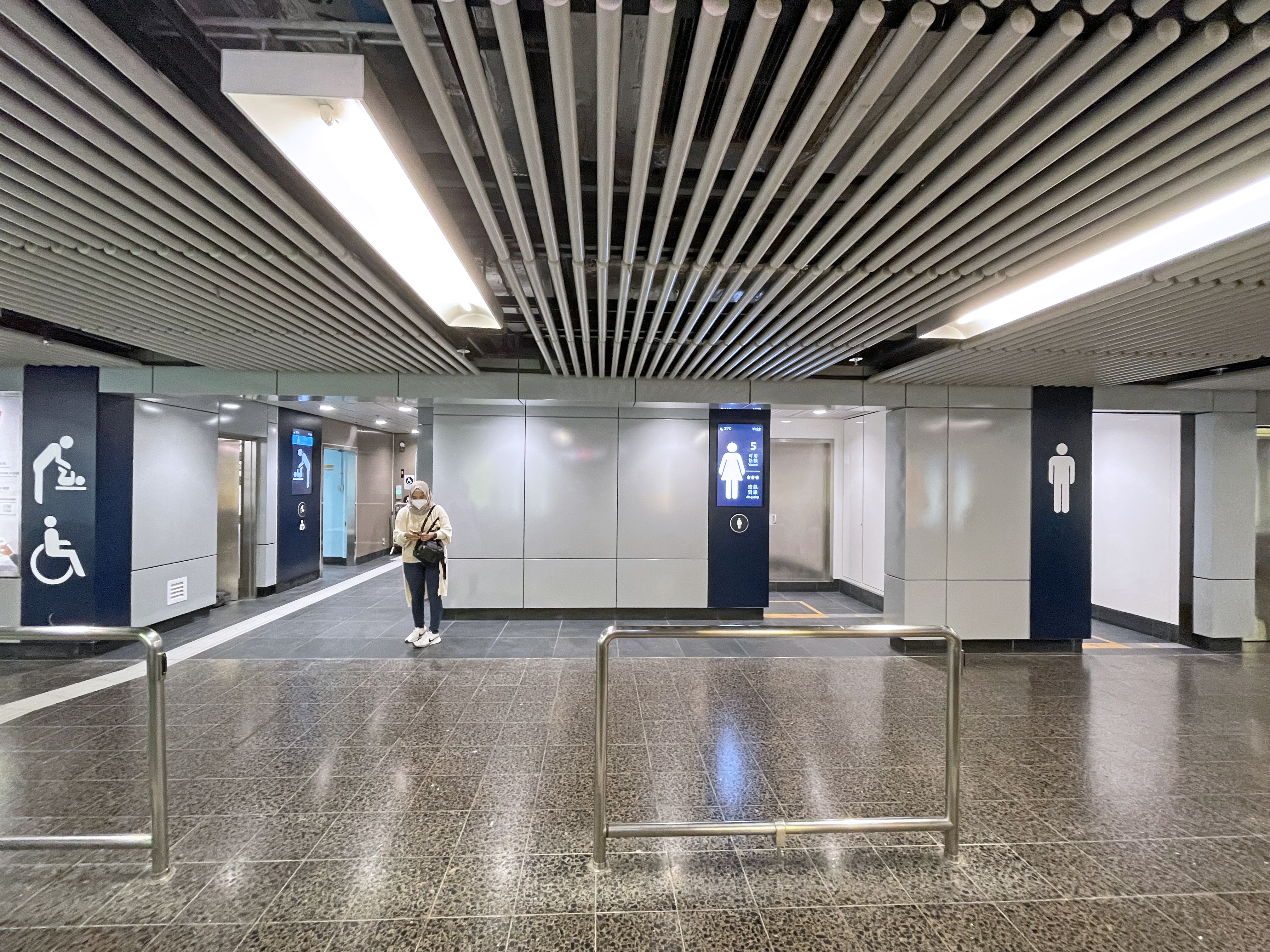
車站洗手間及育嬰間（2022年12月）

港鐵在車站連接尖東站中間道行人隧道系統的行人通道內加建洗手間及育嬰間，該洗手間及育嬰間於2022年7月21日對外開放，而洗手間出入口亦設有資訊顯示屏實時顯示可用隔間數目及空氣質素。

### 事件／事故

#### 2017年縱火案
2017年2月10日晚上約7時15分，一列荃灣綫往荃灣站方向的列車在金鐘站往尖沙咀站的隧道行駛途中遭到一名60歲乘客縱火，車長決定將列車駛至尖沙咀站1號月台，車廂內至少19名乘客被火燒傷，4人危殆，而縱火者延至同年5月14日因器官衰竭不治。事發後港鐵疏散所有於尖沙咀站內的乘客，並緊急封鎖車站。期間荃灣綫列車一度不停尖沙咀站，直至翌日早上才完全回復正常。

#### 反修例事件

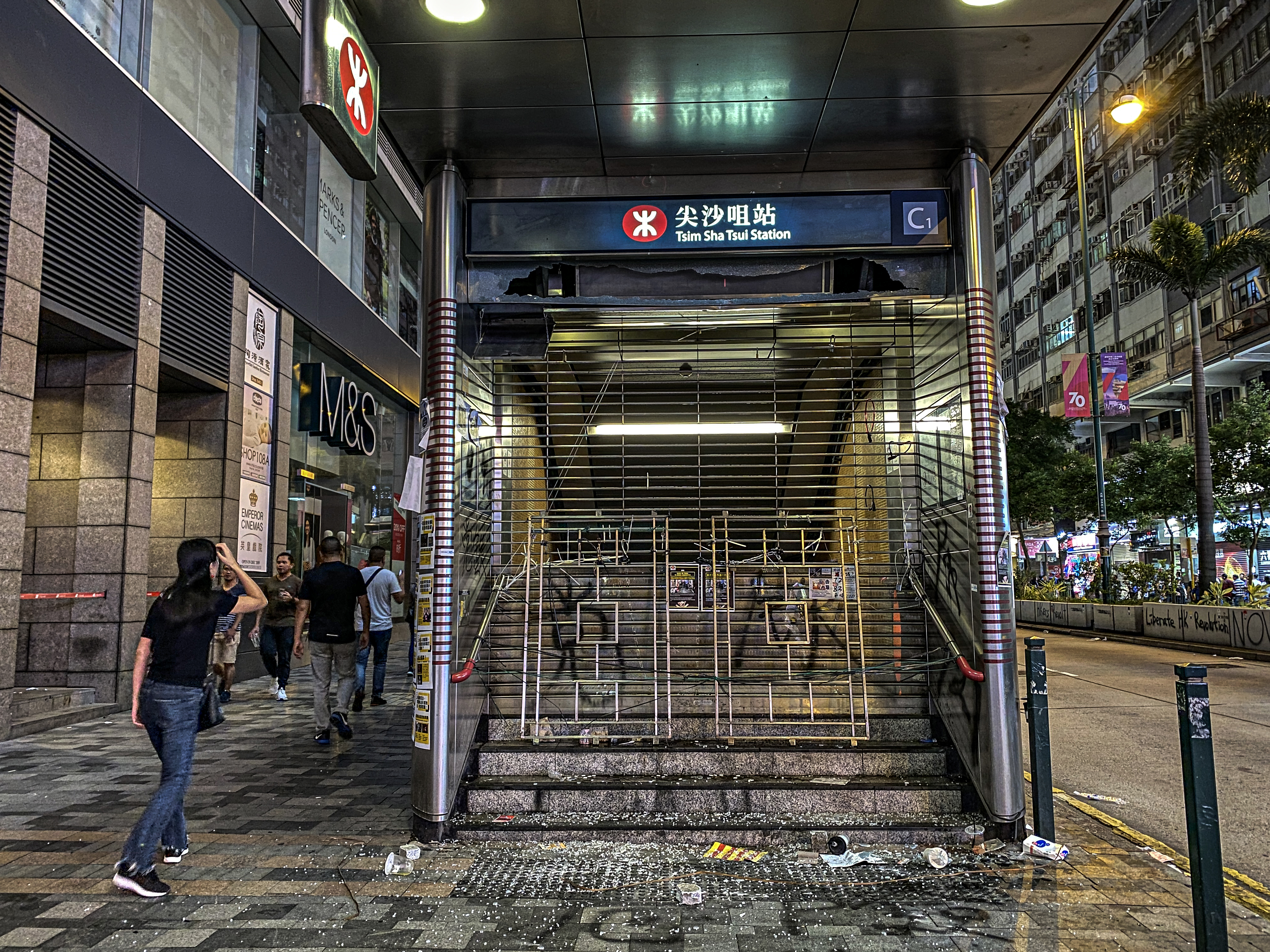
10月20日，C1出口的顯示屏被人破壞，而出入口也擺放了雜物

- 2019年10月20日，港鐵表示因應乘客及員工的安全，尖沙咀站及柯士甸站由中午12時起暫時關閉。其後有示威者破壞出入口[39]。
- 2019年11月18日，尖沙咀站遭到示威者投擲汽油彈，車站被迫關閉[40]。

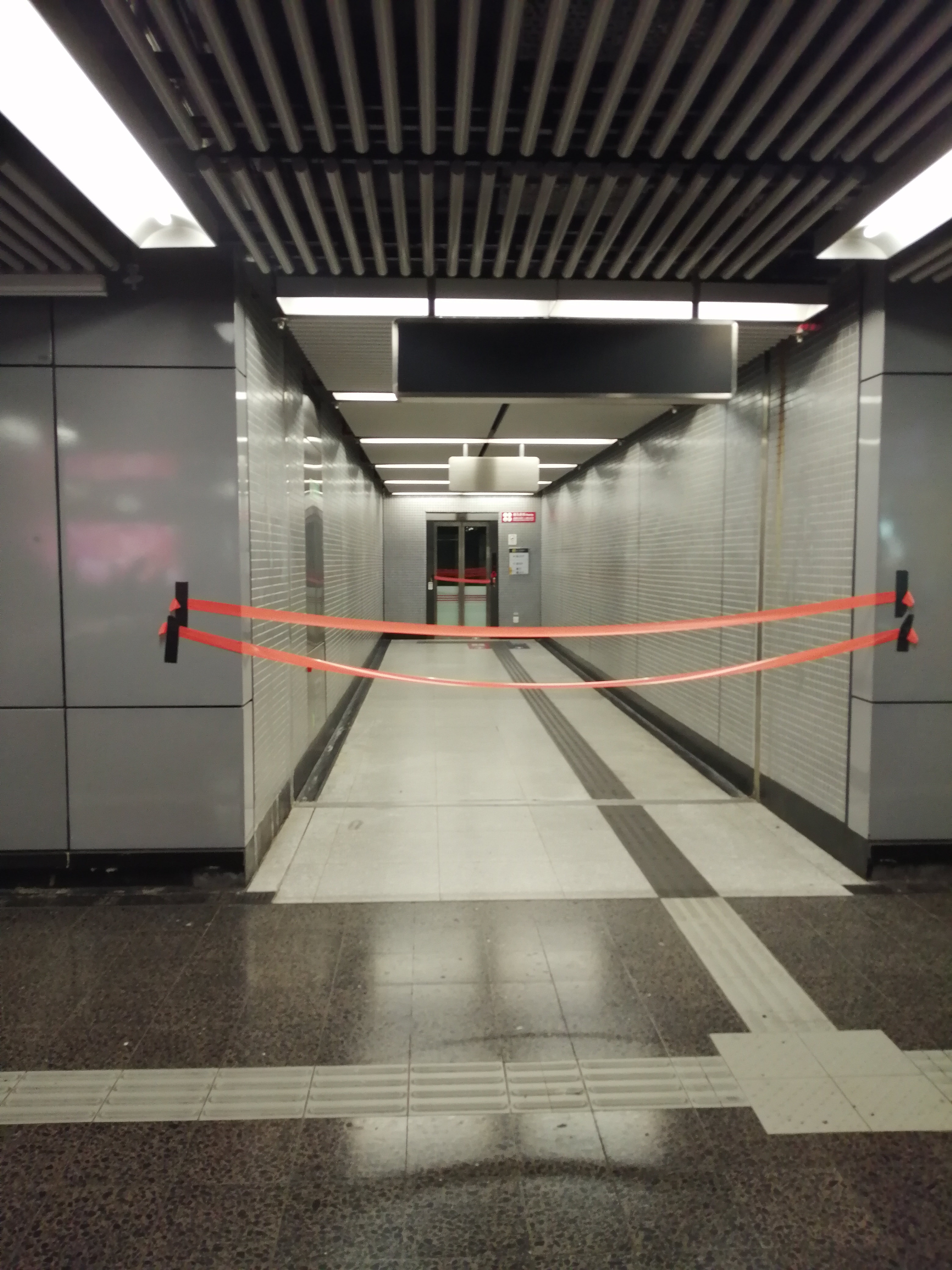
尖沙咀站遭到破壞的升降機
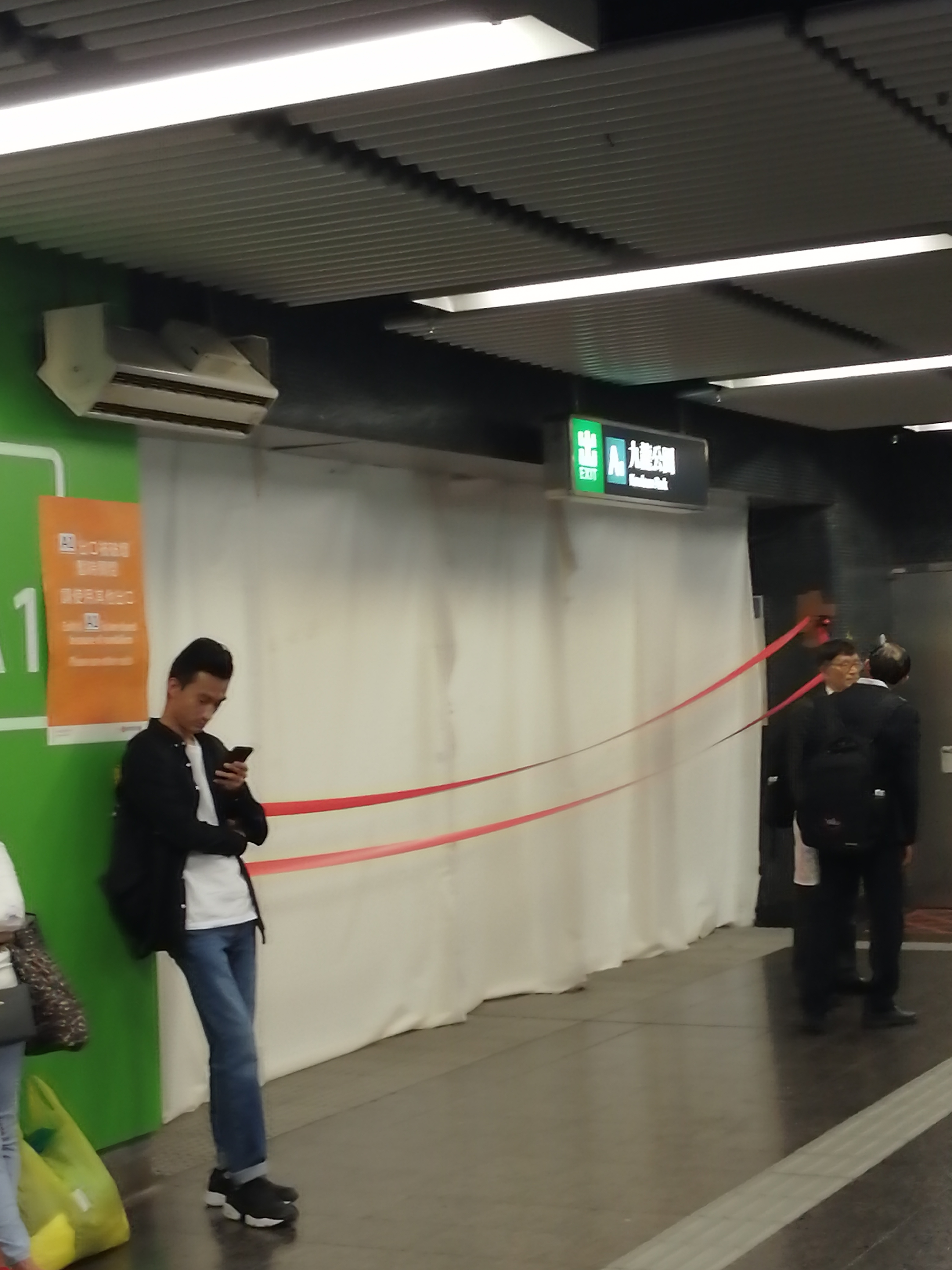
尖沙咀站遭到破壞的A1出口

### 流行文化
此站曾為香港電影《龍虎風雲》的取景地點之一。

## 外部連結
- 港鐵公司－尖沙咀站／尖東站街道圖 （页面存档备份，存于）
- 港鐵公司－尖東站／尖沙咀站位置圖（页面存档备份，存于）
- 港鐵公司－尖沙咀站列車服務時間 （页面存档备份，存于）
- 香港鐵路大典上的相关条目：尖沙咀站港鐵公司－尖沙咀站位置圖2006